# خوزنک
خوزنک (ارمنی: Խոզենեկ) یک منطقهٔ مسکونی در جمهوری آرتساخ است که در استان شاهومیان واقع شده‌است.